# یون سو کیونگ
یون سو کیونگ (انگلیسی: Yoon Soo-kyung؛ زادهٔ ۱۹ ژانویهٔ ۱۹۶۴) بازیکن هندبال اهل کره جنوبی است.